# Michael Tompsett
Michael Francis Tompsett (* 4. Mai 1939 in England) ist ein britischer Elektronikingenieur, bekannt für die Entwicklung von Elektronik für CCD-Sensoren und Wärmebildkameras.
Tompsett studierte Physik und Elektrotechnik an der Universität Cambridge mit dem Bachelor-Abschluss 1962 und dem Master-Abschluss und der Promotion als Elektroingenieur 1966. Danach war er bis 1968 Projektleiter für Kameraröhren bei der Electric Valve Company (heute e2v) in England. Dort entwickelte er ein RHEED System und eine Kameraröhre für Wärmebilder, die keine Kühlung durch flüssigen Stickstoff benötigte und pyroelektrische Basis hatte. Seine (patentierten) Erfindungen dazu waren auch Basis in den späteren Halbleiter-Versionen von Wärmebildkameras. 1969 bis 1989 war an den ATT Bell Laboratories und leitete dort in den 1970er Jahren die CCD-Gruppe (Data Conversion Design Group). Er entwickelte die Halbleiterschaltkreise und Analog-Digital-Konverter für die CCD-Kameras, die in den meisten heutigen Digital- und Smartphone-Kameras. 1973 präsentierte er mit seiner Gruppe das erste CCD-Farbbild, ein Bild seiner Frau, das auf die Titelseite des Electronics Magazine kam. 
Ab 1991 leitete als Direktor sechs Jahre lang die Electron Devices Research Division des US Army Research Lab.
Er ist Gründer und Direktor der Software-Firma TheraManager.
2012 erhielt er die National Medal of Technology and Innovation. 2017 erhielt er mit Eric Fossum, George Elwood Smith und Nobukazu Teranishi für die Entwicklung von digitalen Bildsensoren den Queen Elizabeth Prize for Engineering. Er ist Mitglied der National Academy of Engineering und erhielt 2012 die IEEE Edison Medal.
Er ist Fellow des IEEE.